# Ishania latefossulata
Ishania latefossulata là một loài nhện trong họ Zodariidae.
Loài này thuộc chi Ishania. Ishania latefossulata được Rudy Jocqué & Léon Baert miêu tả năm 2002.